# Tapinoma ambiguum
Tapinoma ambiguum é uma espécie de formiga do gênero Tapinoma.